# Čakov (Boemia meridionale)
Čakov è un comune della Repubblica Ceca facente parte del distretto di České Budějovice, in Boemia Meridionale.